# Akissi Delta

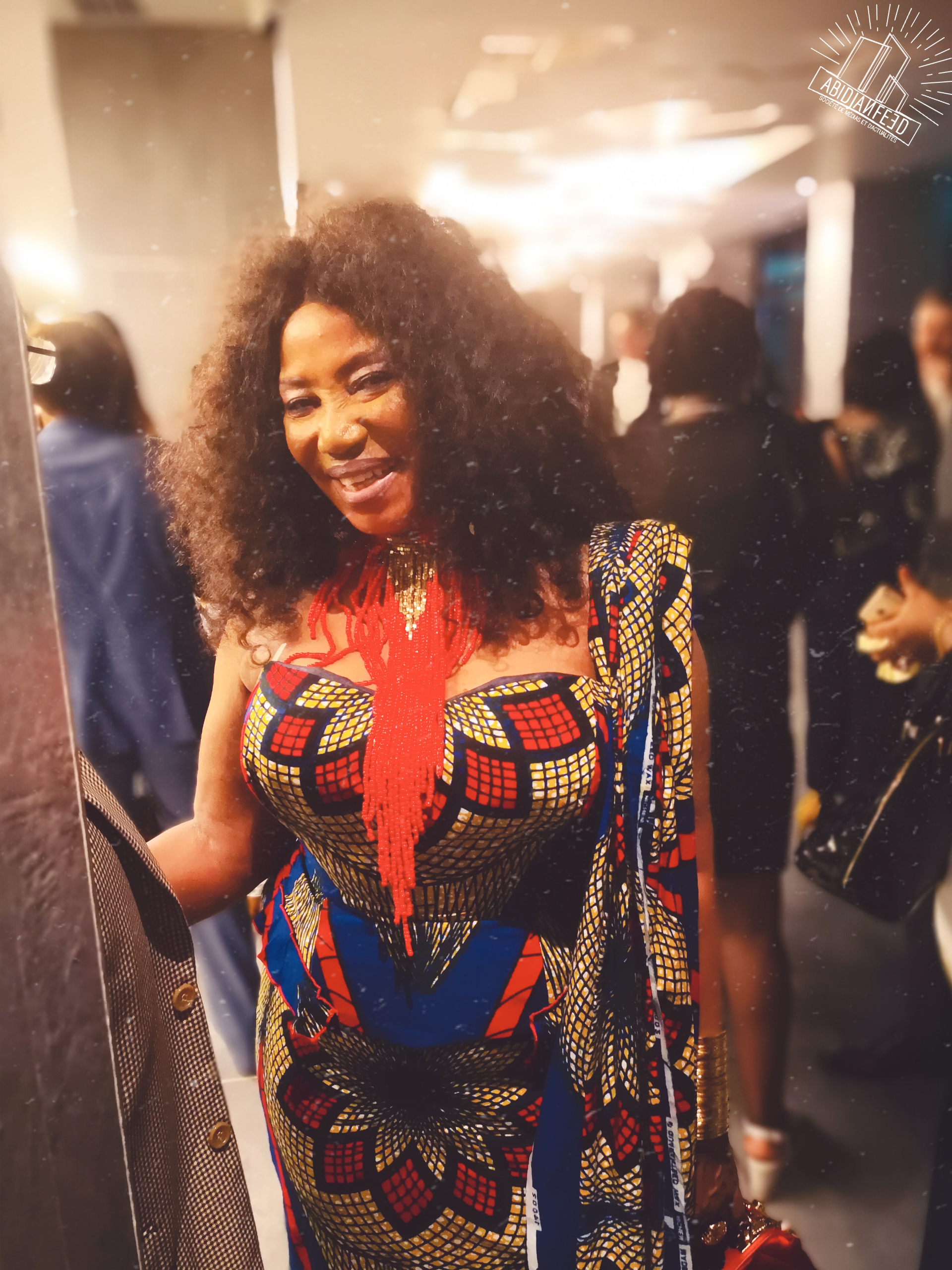
Akissi Delta (2021)

Akissi Delta (* 5. März 1960 in Dimbokro) ist eine ivorische Schauspielerin.

## Leben und Karriere
Delta wurde am 5. März 1960 in Dimbokro, Elfenbeinküste, geboren. Sie besuchte keine Schule und verließ ihren Geburtsort mit ihrer Tante, mit der sie nach Abidjan umsiedelte.
Ihre Karriere begann sie 1974 als Tänzerin und 1977 in der Theatergruppe Comment ça va?. Vor allem bei den Werken des ivorischen Regisseur Henry Duparc spielte sie mit, zuletzt 2016.
Delta ist nicht verheiratet und hat keine Kinder.

## Filmografie (Auswahl)
- 1993: Au nom du Christ
- 1994: Rue princesse
- 1995: Afrique, mon Afrique...
- 1997: Une couleur café
- 2002–2007: Ma famille
- 2005: Caramel
- 2012: Et si Dieu n’existait pas
- 2016: Et si Dieu n’existait pas 2
- 2016: Bienvenue au Gondwana